# Karl-Ludwig Kunz

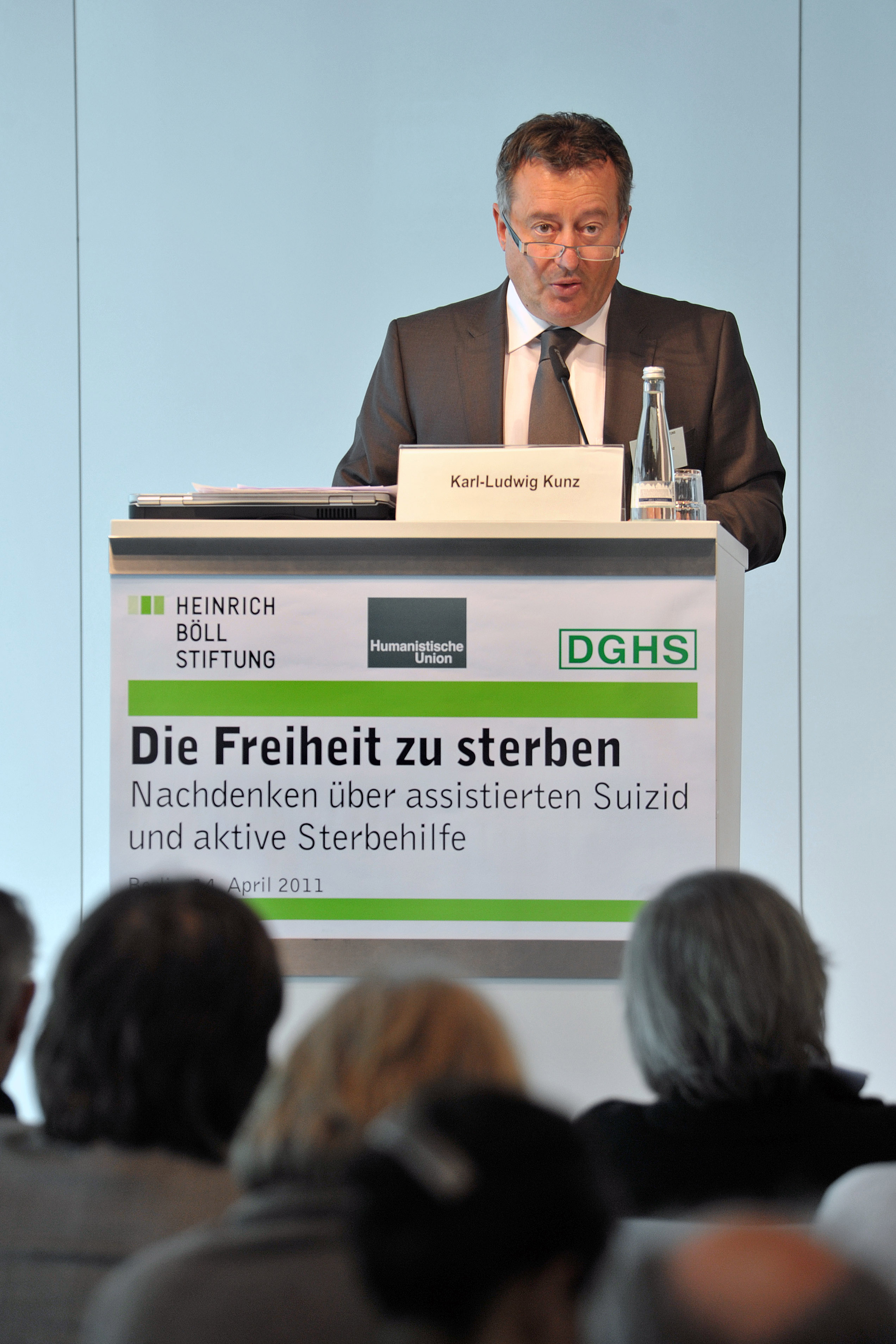
Karl-Ludwig Kunz (2011)

Karl-Ludwig Kunz (* 16. September 1947 in Saarbrücken) ist ein deutsch-schweizerischer Rechtswissenschaftler und Kriminologe.

## Leben
Kunz studierte Rechtswissenschaft, Philosophie und Soziologie an der Universität des Saarlandes, wo er 1976 in Rechtswissenschaft promoviert wurde. Während seiner Arbeit als Richter (1977–1984) habilitierte er sich 1983 an der Universität des Saarlandes. Von 1984 bis zu seiner Emeritierung 2013 war er ordentlicher Professor für Strafrecht, Kriminologie, Rechtsphilosophie, Rechtstheorie und Rechtssoziologie an der Universität Bern. Er war unter anderem Gründungspräsident des Berner Forums für Kriminalwissenschaften, Präsident der Studienleitung der School of Criminology, International Criminal Law and Psychology of Law und der Berner Graduiertenschule für Strafrechtswissenschaft. Berufungen an andere Universitäten in Deutschland und der Schweiz und auf das Amt eines Generalstaatsanwalts im Saarland lehnte er ab. Seit seiner Emeritierung ist er Experte/Berater für verschiedene staatliche, überstaatliche und nichtstaatliche Organisationen.
Kunz war Gastprofessor an der University of British Columbia (Kanada), an der School of Criminology der Simon Fraser University (Kanada), an der Kansai-Universität, Osaka (Japan), und an der China University of Political Science and Law, Peking (China). Er ist Ehrenmitglied der Japanischen Gesellschaft für Strafrecht und gehört dem Fachbeirat des Max-Planck-Institut für ausländisches und internationales Strafrecht an. Die Universität Białystok hat ihm 2010 ihre Medaille für seine Beiträge zur weltweiten Forschung in Strafrechtswissenschaft und Kriminologie und für seine Unterstützung der internationalen akademischen Zusammenarbeit verliehen. 2012 war er Senior Fellow des Alfried Krupp Wissenschaftskolleg Greifswald.

## Publikationen (Auswahl)
- Kriminologie: Eine Grundlegung. 8., grundlegend überarbeitete Auflage, Haupt, Bern 2021, ISBN 978-3-8252-4683-9 (seit der 7. Auflage mit Tobias Singelnstein).
- (mit Roger Sidler) Kriminalpolitik in Entenhausen. Vom Umgang mit Kriminalität bei Micky Maus & Co. Helbing & Lichtenhahn, Basel/Genf 1999, ISBN 3-7190-1769-9.
- Bürgerfreiheit und Sicherheit. Perspektiven von Strafrechtstheorie und Kriminalpolitik. Lang, Bern 2000, ISBN 3-906764-42-7.
- (hrsg. mit Claudio Besozzi) Soziale Reflexivität und qualitative Methodik Zum Selbstverständnis der Kriminologie in der Spätmoderne. Haupt, Bern 2003, ISBN 3-258-06657-4.
- (mit Martino Mona) Rechtsphilosophie, Rechtstheorie, Rechtssoziologie. Eine Einführung in die theoretischen Grundlagen der Rechtswissenschaft. Haupt, Bern 2006, ISBN 3-8252-2788-X.
- Die wissenschaftliche Zugänglichkeit von Kriminalität. Ein Beitrag zur Erkenntnistheorie der Sozialwissenschaften. VS Research, Wiesbaden 2008,  ISBN 978-3-8350-7018-9.